# Francis Magee
Francis Magee (né le 26 juin 1969 à Dublin) est un acteur irlandais.

## Filmographie

### Cinéma
- 1998 : Still Crazy : De retour pour mettre le feu, de Brian Gibson
- 2000 : The Calling, de Richard Caesar
- 2004 : Layer Cake, de Matthew Vaughn
- 2009 : The Crew, d'Adrian Vitoria
- 2009 : London River, de Rachid Bouchareb
- 2010 : Cemetery Junction,  de Stephen Merchant et Ricky Gervais
- 2010 : Deep Water, de Brian Yuzna
- 2013 : Hammer of the Gods, de Farren Blackburn
- 2014 : Jimmy's Hall, de Ken Loach
- 2014 : Dangerous People, de Henrik Ruben Genz
- 2016 : Rogue One: A Star Wars Story, de Gareth Edwards
- 2017 : Justice League, de Zack Snyder : l'ancien roi des Hommes
- 2018 : Winterlong de David Jackson : Francis
- 2020 : Pedro de Laís Bodanzky : le commandant Talbot
- 2021 : Zack Snyder's Justice League, de Zack Snyder : l'ancien roi des Hommes

### Télévision
- 2002 : Seuls au bout du monde (Stranded) de Charles Beeson (téléfilm) : Pickles
- 2011 - 2012 : Game of Thrones : Yoren
- 2011 : The Fades : Dr. Tremlett
- 2011 - 2013 : Anubis (House of Anubis) (série télévisée) : Victor Rodenmaar Jr.
- 2012 : Misfits (série télévisée) : Dan Woollaston
- 2013 : La Bible (The Bible) (série télévisée) : Saül
- 2015 : Outlander (série télévisée)
- 2015 : The Bastard Executioner (série télévisée) : Absolon
- 2015 : Meurtres au paradis : Une mort rock'n roll : Stevie Smith  (saison 4, épisode 5)
- 2016 : The Musketeers : Hubert  (saison 3, épisode 2)
- 2019 : Absentia - 3 épisodes : Lester Nowicki
- 2019 : Into the Badlands - 4 épisodes : Magnus
- 2019 : Brassic - 1 épisode : Big Joe Blane
- 2019 : Britannia - 3 épisodes : Rork
- 2019 : The Witcher  : Bien plus : Yurga  (saison 1, épisode 8)
- 2020 : White Lines - 9 épisodes : Clint Collins